# Корни
Корни, Корний (пол. Korny potok) — лісовий потік в Україні, у Богородчанському й Калуському районах Івано-Франківської області у Галичині. Права притока Лукви, (басейн Дністра).

## Опис
Довжина потоку 6 км, найкоротша відстань між витоком і гирлом — 4,20  км, коефіцієнт звивистості потоку — 1,43 . Формується безіменними струмками. Потік тече на передкарпатській горбистій рівнині.

## Розташування
Бере початок на західній стороні від плоскогір'я (485,8 м) в урочищі Глибокі Лази. Тече переважно на північний захід понад безіменною горою (482,0 м) і у селі Грабівка на висоті 436 м над рівнем моря впадає у річку Лукву, праву притоку Дністра.